# Pseudoxyrhopus imerinae
Pseudoxyrhopus imerinae — вид змій родини Pseudoxyrhophiidae. Ендемік Мадагаскару.

## Поширення і екологія
Pseudoxyrhopus imerinae мешкають на Центральному плато острова Мадагаскар, а також спостерігалися на південному сході острова. Вони живуть в гірських тропічних лісах, на висоті від до 2200 м над рівнем моря.

## Збереження
МСОП класифікує стан збереження цього виду як близький до загрозливого. Pseudoxyrhopus imerinae загрожує знищення природного середовища.